# Кеннеди, Джеральдин
Джеральди́н Ке́ннеди (англ. Geraldine Kennedy; род. 1951) — ирландская журналистка и бывший политик. Она стала первой женщиной на посту редактора The Irish Times после ухода Конора Брэйди в 2002 году. Кеннеди занимала много высоких постов в газете. К моменту её назначения на высший пост она работала редактором в отделе политики. Одним из её конкурентов на пост редактора газеты был выдающийся корреспондент Финтан О'Тул.

## Биография
В подростковом возрасте начала свою карьеру журналиста в региональной газете Munster Express. Менее чем через год она перешла в Cork Examiner, но проработала там немного времени до перехода в The Irish Times.
В 1980 году после создания газеты Sunday Tribune Кеннеди стала работать в ней как политический корреспондент. Владелец журнала Hibernia, Джон Малкэхи, познакомился с ней, когда она писала материал для него. Когда руководство Tribune сократило тираж, Кеннеди перешла в Sunday Press.
В начале 1987 года Кеннеди подала в суд на Чарльза Хохи из партии Фианна Файл из-за прослушивании её телефона в 1983 году. Она была одним из четырнадцати тиахтэ долэ (депутатов Дойл Эрен) от партии Прогрессивных демократов по итогам выборов, которые состоялись в 1987 году. Её назначили представителем партии по международным отношениям в порту Дан Лиэри.
На ирландских всеобщих выборах в 1989 году Кеннеди потеряла место в партии и вернулась в The Irish Times, где редактором был Конор Брэйди, с которым она работала в Tribune, где он тоже был редактором.
Хотя она избегала политических тем несколько лет, в начале 90-х годов она вернулась к данной тематике, а в 1999 году стала политическим редактором The Irish Times. Её назначили редактором газеты в конце 2002 года. Брэйди работал редактором в течение 16 лет.
В сентябре 2006 года Кеннеди одобрила публикацию статьи в Sunday Press, в которой говорилось о тайном расследовании 1993 года во взяточничестве премьер-министра Берти Ахерн.
По требованию расследования Tribunal Кеннеди отказалась раскрыть источник информации. Она ответила, что документы уничтожены. Из-за её отказа Tribunal обратился в Высокий суд Ирландии, чтобы принудить Кеннеди открыть источник информации. В сентябре 2007 года Высокий суд обязал Кеннеди ответить на все вопросы Tribunal. В данном судебном разбирательстве Высокий суд раскритиковал её решение об уничтожении документов и назвал это «невнимательностью к закону». 9 ноября 2007 года Кеннеди заявила, что она подаст апелляцию на постановление Высокого суда в Верховный суд Ирландии.